# Verbandsgemeinde Lambrecht (Pfalz)

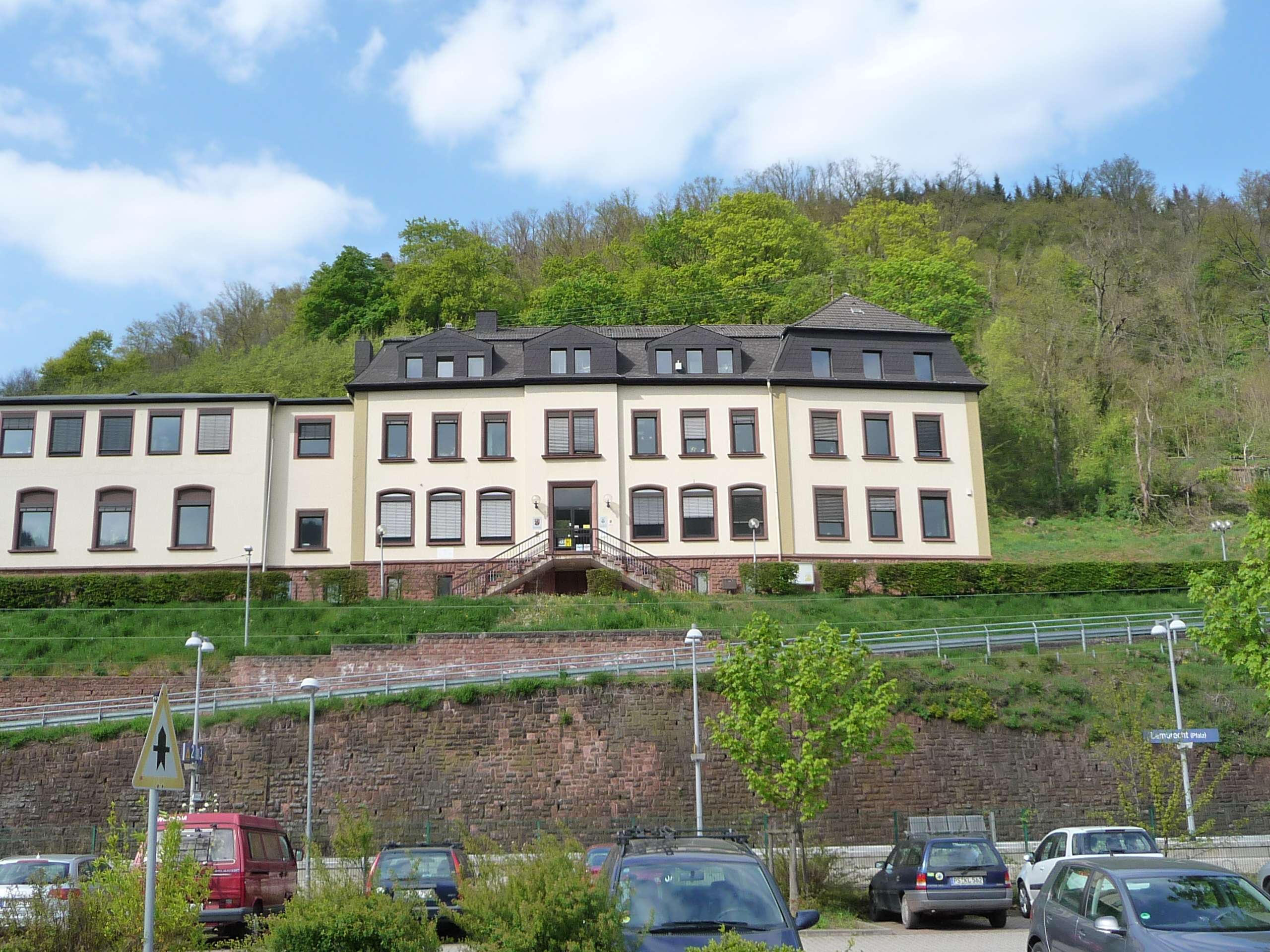
Verwaltungsgebäude der Verbandsgemeinde

Die Verbandsgemeinde Lambrecht (Pfalz) ist eine Gebietskörperschaft im Landkreis Bad Dürkheim in Rheinland-Pfalz. Der Verbandsgemeinde gehören die Stadt Lambrecht (Pfalz) sowie sechs weitere Ortsgemeinden an, der Verwaltungssitz ist in der namensgebenden Stadt Lambrecht (Pfalz).

## Verbandsangehörige Gemeinden
| Ortsgemeinde, Stadt                | Fläche (km²) | Einwohner |
| ---------------------------------- | ------------ | --------- |
| Elmstein                           | 75,68        | 2.418     |
| Esthal                             | 15,48        | 1.349     |
| Frankeneck                         | 4,76         | 830       |
| Lambrecht (Pfalz), Stadt           | 8,31         | 4.131     |
| Lindenberg                         | 3,79         | 1.154     |
| Neidenfels                         | 6,65         | 788       |
| Weidenthal                         | 14,49        | 1.634     |
| Verbandsgemeinde Lambrecht (Pfalz) | 129,16       | 12.304    |

(Einwohner am 31. Dezember 2023)

## Geschichte
Die Verbandsgemeinde Lambrecht (Pfalz) wurde 1972, so wie alle Verbandsgemeinden im damaligen Regierungsbezirk Rheinhessen-Pfalz, auf der Grundlage des „Dreizehnten Landesgesetzes über die Verwaltungsvereinfachung im Lande Rheinland-Pfalz“ neu gebildet. Bis dahin bestanden die aus der Pfalz (1816–1946) stammenden Verwaltungsstrukturen.

## Bevölkerungsentwicklung
Die Entwicklung der Einwohnerzahl bezogen auf das heutige Gebiet der Verbandsgemeinde Lambrecht (Pfalz); die Werte von 1871 bis 1987 beruhen auf Volkszählungen:
| Jahr | Einwohner |
| 1815 | 4.136     |
| 1835 | 5.953     |
| 1871 | 8.312     |
| 1905 | 10.656    |
| 1939 | 12.803    |
| 1950 | 14.563    |

| Jahr | Einwohner |
| 1961 | 16.335    |
| 1970 | 16.237    |
| 1987 | 13.623    |
| 1997 | 13.756    |
| 2005 | 13.380    |
| 2023 | 12.304    |

## Politik

### Verbandsgemeinderat
Der Verbandsgemeinderat Lambrecht (Pfalz) besteht aus 28 ehrenamtlichen Ratsmitgliedern, die bei der Kommunalwahl am 9. Juni 2024 in einer personalisierten Verhältniswahl gewählt wurden, und dem hauptamtlichen Bürgermeister als Vorsitzendem.
Die Sitzverteilung im Verbandsgemeinderat:
| Wahl | SPD | CDU | GRÜNE | BSW | LINKE | FWG | AGU | SWG | WGR | Gesamt   |
| ---- | --- | --- | ----- | --- | ----- | --- | --- | --- | --- | -------- |
| 2024 | 6   | 9   | 2     | 3   | –     | 5   | –   | 3   | –   | 28 Sitze |
| 2019 | 7   | 10  | –     | –   | 1     | 7   | –   | 3   | –   | 28 Sitze |
| 2014 | 9   | 10  | –     | –   | 1     | 6   | –   | 2   | –   | 28 Sitze |
| 2009 | 9   | 10  | –     | –   | 1     | 5   | 1   | –   | 2   | 28 Sitze |

- FWG = Freie Wählergruppe Talgemeinden e. V.
- AGU = Aktionsgemeinschaft „die Unabhängigen“ e. V.
- SWG = Soziale Wählergemeinschaft

### Bürgermeister
Gernot Kuhn (CDU) wurde am 1. Januar 2021 hauptamtlicher Bürgermeister der Verbandsgemeinde Lambrecht. Bei der Direktwahl am 8. November 2020 war er mit einem Stimmenanteil von 53,5 % für acht Jahre gewählt worden.
Kuhn Vorgänger war seit dem 1. Januar 2013 Manfred Kirr (parteilos). Bei der Direktwahl am 22. April 2012 war er mit einem Stimmenanteil von 62,12 % gewählt worden. Kirr war damit Nachfolger von Herbert Bertram (CDU), der nach 25 Jahren im Amt nicht erneut angetreten war.

### Wappen
| Wappen von Verbandsgemeinde Lambrecht | Blasonierung: „In achtfach von Silber und Grün geteiltem Schildbord in Silber ein grüner Dreiberg, aus diesem herauswachsend ein blauer Wellenpfahl, beseitet rechts von einem wachsenden grünen Baum, links von einem wachsenden roten Zinnenturm mit drei gotischen silbernen Fenstern 1:2.“                                                                          |
| Wappen von Verbandsgemeinde Lambrecht | Wappenbegründung: Es beschreibt einerseits allgemein die Landschaft der Verbandsgemeinde, die von zahlreichen Bergen, Wäldern, Gewässern und Burgen geprägt ist. Andererseits stehen die Figuren zugleich für die Holz- und Papierindustrie (Baum und Wasser) sowie den Sitz der Verbandsgemeinde Lambrecht. Es wurde 1986 von der Bezirksregierung Neustadt genehmigt. |